# John Frederick Bailey
John Frederick Bailey (Brisbane, 5 de agosto de 1866 - Brisbane, 19 de mayo de 1938) fue un botánico australiano que trabajó la flora de Queensland. Dirigió el Jardín Botánico de la Ciudad de Brisbane, y luego del de Adelaida.
Su padre Frederick Manson Bailey era horticulturista y productor de semillas, y su madre Anna Maria Waite.

## Algunas publicaciones
- 1910. Introduction of economic plants into Queensland. 102 pp.

- 1906. A Selection of Flowering Climbers. 15 pp.

- 1896. Report on the timber trees of Herberton District, North Queensland. 15 pp.

## Honores
Miembro de
- Royal Society of Queensland, y secretario entre 1893 y 1905, presidente en 1909
- Horticultural Society

### Eponimia
- (Myrtaceae) Eugenia baileyi Britton[2]

- (Myrtaceae) Plinia baileyi R.O.Williams ex R.C.Marshall[3]

- La abreviatura «J.F.Bailey» se emplea para indicar a John Frederick Bailey como autoridad en la descripción y clasificación científica de los vegetales.[4]